# Criso
Criso (in greco antico: Κρῖσος?, Krìsos) è un personaggio della mitologia greca, figlio di Foco e Asteria e discendente di Eaco, ricordato per essere il fondatore della città di Crisa.

## Mitologia
Discendente da parte di madre di Deucalione aveva un fratello gemello, Panopeo con cui litigava fin dall'infanzia (nel mito si racconta che già dal grembo materno i due litigassero).

Dal suo matrimonio con Antifazia ebbe un figlio, Strofio, andato a sua volta sposo ad Anassibia, sorella di Menelao e Agamennone. Dopo l'assassinio di quest'ultimo, Strofio ne salvò l'erede Oreste, allevandolo insieme al proprio figlio Pilade: l'amicizia tra i due cugini sarebbe diventata proverbiale.